# Tribunal
Pour la série française, voir Tribunal (série télévisée).
 (mai 2019).
Si vous disposez d'ouvrages ou d'articles de référence ou si vous connaissez des sites web de qualité traitant du thème abordé ici, merci de compléter l'article en donnant les références utiles à sa vérifiabilité et en les liant à la section « Notes et références ».
 (septembre 2023).

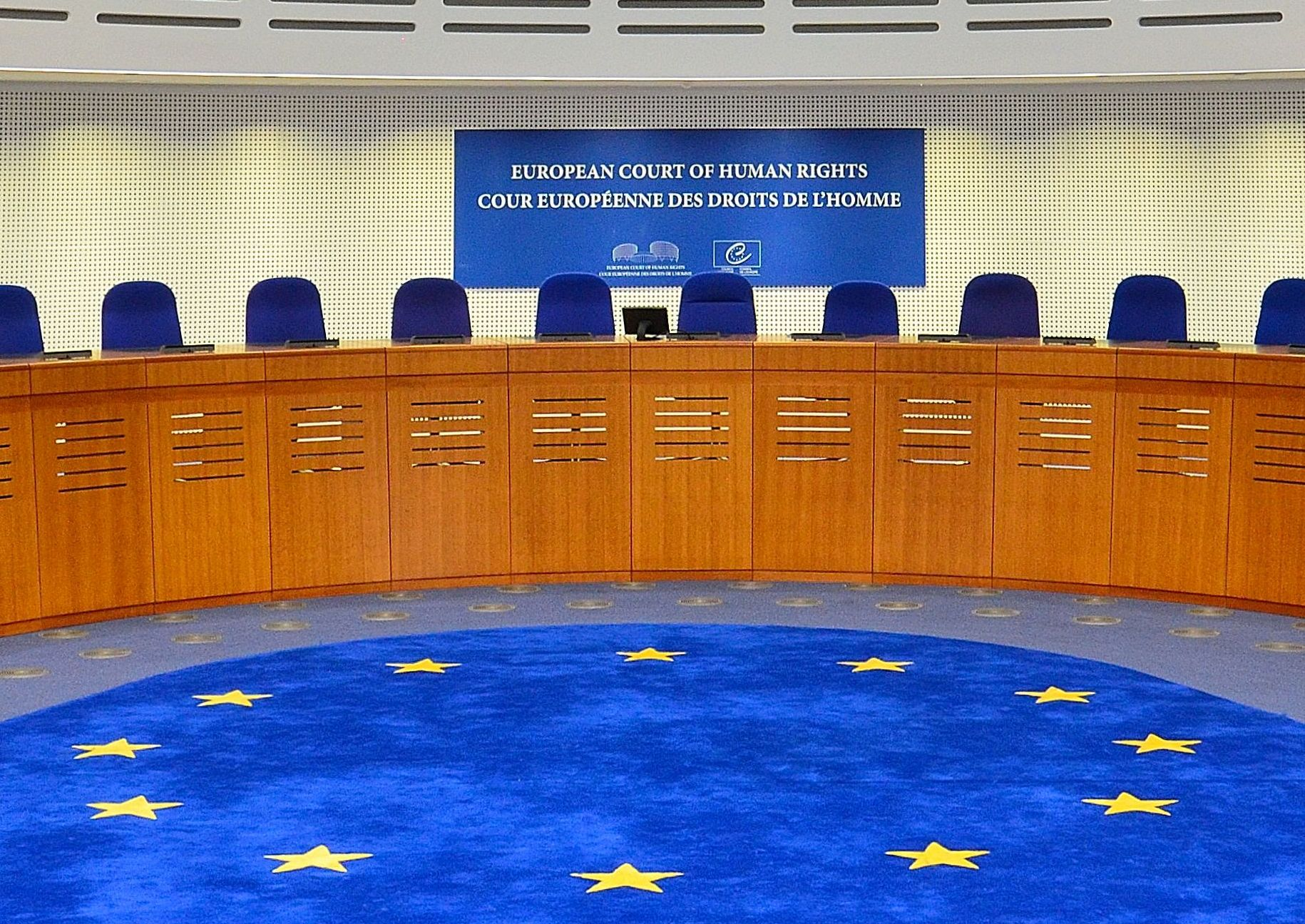
La Cour européenne des droits de l'homme.

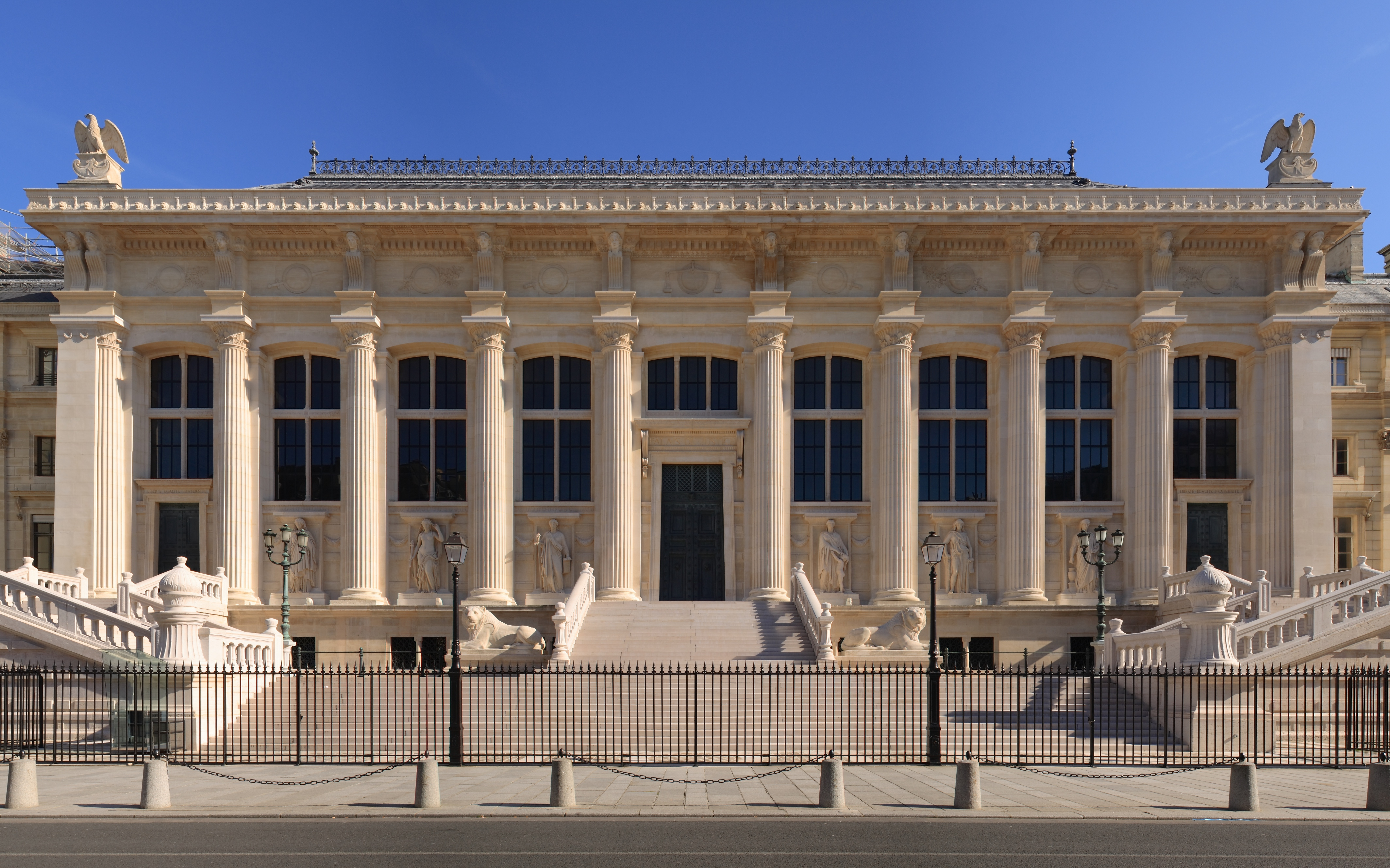
Palais de justice de Paris.

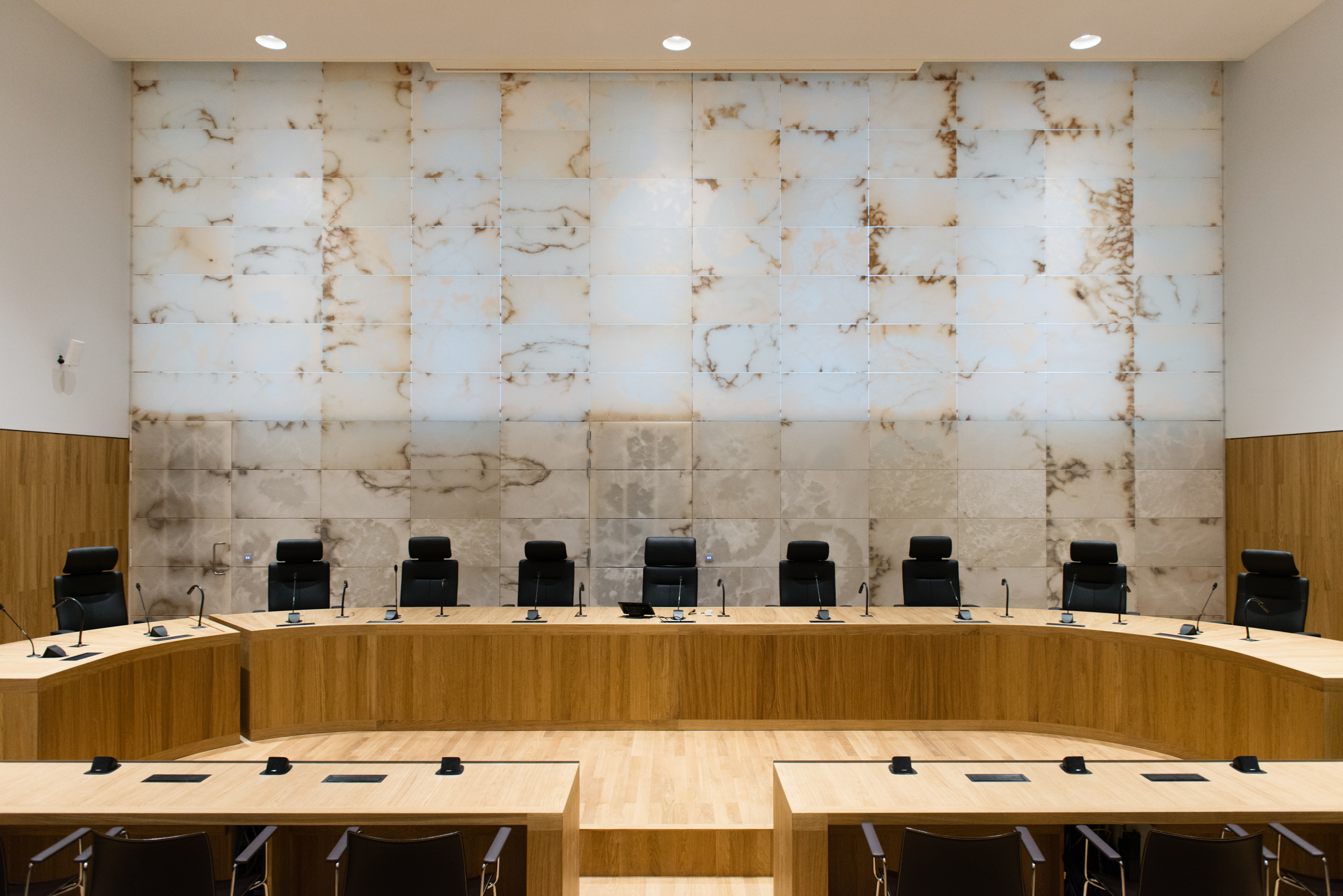
Cour suprême des Pays-Bas.

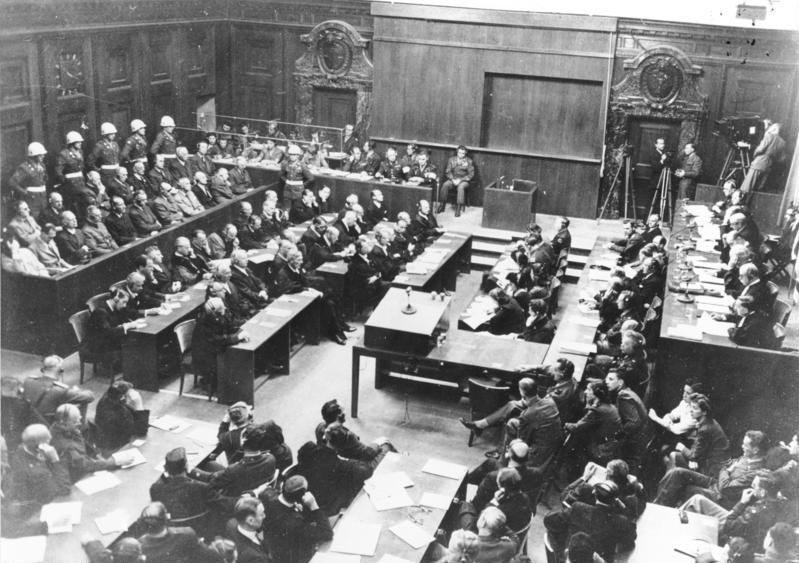
Le Tribunal militaire de Nuremberg en 1945.

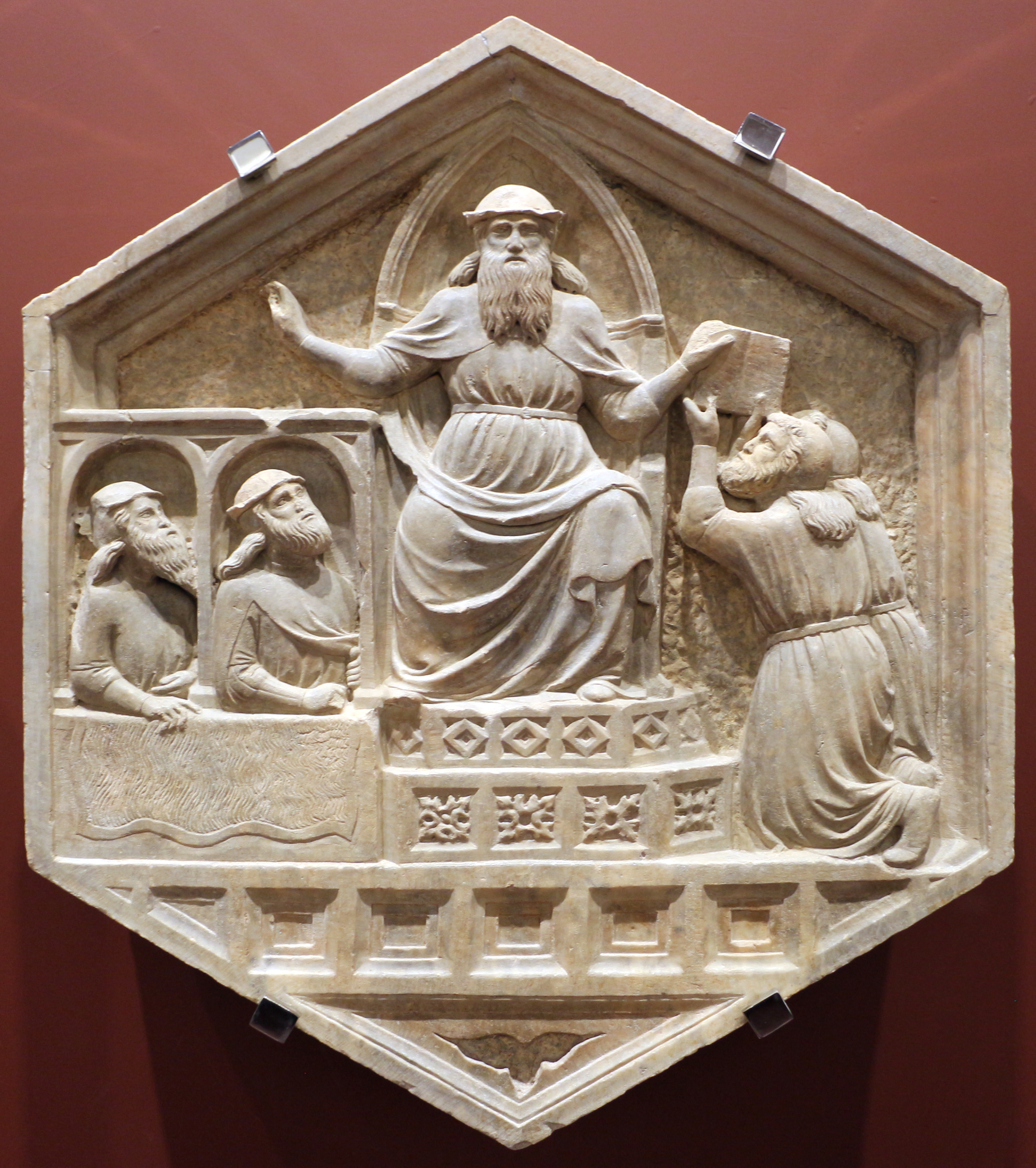
Phoronée, personnage de la mythologie grecque, vu comme inventeur du tribunal.

Le tribunal ou cour est un lieu où est rendue la justice. C'est là que les personnes en conflit viennent chercher la justice et où celles qui n'ont pas respecté la loi sont jugées.
Plus précisément, un tribunal n'est pas obligatoirement un service public de l'État. C'est notamment le cas d'un tribunal arbitral.
La juridiction d'un tribunal est aussi l'étendue territoriale de sa compétence. On parle alors, plus précisément, de son ressort (droit). En droit québécois, on parle plutôt de compétence territoriale, la compétence d'attribution établissant les matières que le tribunal connaît.
Par un processus de personnification, le mot tribunal peut aussi désigner « le juge qui siège dans une salle d'audience, par opposition à celui qui siège en son cabinet ».
L'expression « pleine juridiction » qualifie la compétence d'un tribunal à connaître à la fois des éléments de fait et des moyens de droit soulevés par les parties. Suivant le modèle français, dans de nombreux pays, la Cour de cassation, n'ayant compétence que pour juger la conformité d'une décision au droit, n'a pas reçu « pleine juridiction ». En France, une Cour d'assises dispose d'une plénitude de juridiction : elle est compétente pour tout ce qu'elle souhaite, dans les conditions prévues par la loi.
Les communautés religieuses organisées possèdent leurs propres tribunaux, tels que le tribunal rabbinique, le tribunal de la charia et le tribunal ecclésiastique.

## Étymologie et origine
Sous la Rome antique, le tribunal, mot qu'il faut sans doute rattacher à tribu, désigne un exhaussement, une estrade, spécialement un suggestus affecté aux opérations de justice et sur lequel il était courant de poser la chaise curule du magistrat et les sièges de sa suite, pour que tous dominent le public.

## Définition
La définition du terme « tribunal » a évolué a de nombreuses reprises.
Le terme « tribunal » puise son origine dans l’Antiquité romaine, où il désigne l’estrade où siègent les magistrats ou tribuns. Le terme « tribunal » correspond aussi au personnel judiciaire à l’audience. Parfois, il est assorti d’une connotation ou d’un jugement moral, comme en témoignent notamment les termes « tribunal de la conscience » ou « tribunal de l’histoire » par exemple.
Du Moyen Âge à la Révolution, à aucun moment le terme « tribunal »  ne désigne un lieu de justice. Au cours de cette période, la justice est rendue dans des lieux officiels rattachés aux juridictions et appelés « chambres auditoriales ».
Pendant la Révolution française, l’usage du terme « tribunal » se démocratise, avec la création du Tribunal de cassation en 1790 (ancêtre de la Cour de cassation), puis du Tribunal révolutionnaire (chambre criminelle éphémère créée en 1792).
Au cours des XIXe et XXe siècles, le terme « tribunal » est employé pour désigner un bâtiment nommé « palais de justice ». Le tribunal devient alors le lieu où le droit est rendu.

## Histoire
L'histoire des tribunaux reflète une progression constante vers des systèmes judiciaires plus structurés et justes, soulignant l'impact profond des changements sociaux, politiques, et culturels sur la conception et la fonction de la justice à travers les âges.

### Antiquité
L'histoire des tribunaux, élément clé de l'évolution de la justice et de la gouvernance, remonte à l'Antiquité, où ils étaient associés à des temples ou palais royaux, avec des juges souvent issus du clergé ou de l'administration royale. Les juges étaient généralement des prêtres, le roi ou des fonctionnaires royaux. Ils rendaient des jugements basés sur un mélange de lois coutumières, de décrets royaux et de croyances religieuses.
Les premières formes de tribunaux peuvent être retracées dans les civilisations antiques, telles que l'Égypte ancienne, la Mésopotamie, la Grèce et Rome. 

### Moyen Âge
Au Moyen Âge, émergent les tribunaux seigneuriaux, caractérisés par une justice rendue de manière arbitraire et influencée par les intérêts des seigneurs locaux. En effet, le système féodal en Europe a vu la multiplication des juridictions seigneuriales, où les seigneurs avaient le pouvoir de juger les affaires au sein de leurs domaines. L'Église catholique a également joué un rôle prépondérant dans l'administration de la justice à travers les tribunaux ecclésiastiques. La Magna Carta de 1215 en Angleterre a marqué un tournant en limitant le pouvoir du roi et en établissant le principe selon lequel nul ne peut être puni sans un procès équitable, posant ainsi les fondements du droit à un procès. 

### Ère moderne

#### Entre lesXVIeetXVIIesiècles
Entre les XVIe et XVIIe siècles, les juridictions seigneuriales commencent à laisser la place aux tribunaux royaux. C'est le début d'une justice plus centralisée et codifiée. Cette évolution s'est poursuivie avec la professionnalisation des tribunaux et l'adoption de codes de lois aux XVIIIe et XIXe siècles. I
Ces évolutions, en plus d'être fortement influencées par les principes de la Grèce antique et du droit romain, notamment le développement des assemblées publiques et du droit codifié, ainsi que par des jalons tels que la Magna Carta, ont posé les bases des systèmes judiciaires modernes, caractérisés par leur transparence, accessibilité et équité. 

#### XVIIIesiècle
Au XVIIIe siècle, la justice de l'Ancien régime fait l'objet de vives contestations émanant des Lumières. En effet, le système judiciaire, hérités en grande partie du Moyen Âge, fait l’objet d’un mécontentement croissant qui transparaît expressément dans les cahiers de doléance de 1789. Particulièrement, il est reproché que la justice soit payante, en ce que les plaideurs offrent aux magistrats des cadeaux, appelés « épices », pour que leurs causes soient entendues. Les peines dépendent alors du bon vouloir des juges. Des penseurs comme Montesquieu ou Beccaria font émerger des idées nouvelles sur le respect des droits humains, la séparation des pouvoirs ou l’encadrement des sanctions pénales par la loi. 
En 1771, le chancelier René-Nicolas Maupeou tente, sans succès, de supprimer les parlements pour imposer une justice gratuite avec des magistrats rétribués par le royaume. 
Mais ce n'est qu'à la Révolution française que la réforme de la justice se concrétise. En 1790, les parlements sont supprimés et les institutions judiciaires sont simplifiées. Les juges sont élus et la loi encadre fortement leurs actions. 

#### Au cours des XIXᵉ et XXᵉ siècles
Les révolutions démocratiques et les mouvements de réformes ont contribué à l'évolution des tribunaux vers des systèmes plus transparents, accessibles et équitables. La création de cours internationales, comme la Cour internationale de justice et la Cour pénale internationale, reflète l'extension de la justice au-delà des frontières nationales pour traiter des questions de droit international,.

## Quelques juridictions

### Europe

#### Union européenne
- Cour de justice de l'Union européenne

#### Benelux
- Cour de justice Benelux

#### Conseil de l'Europe
- Cour européenne des droits de l'homme

#### Organisation pour la sécurité et la coopération en Europe
- Cour européenne de conciliation et d'arbitrage

### Amérique

#### Canada
- Cour suprême du Canada

##### Québec
- Cour d'appel du Québec
- Cour supérieure du Québec

#### États-Unis
- Cour suprême des États-Unis

### International
- Tribunal militaire international de Nuremberg
- Tribunal militaire international pour l'Extrême-Orient (TMIEO)
- Tribunal pénal international pour le Rwanda (TPIR)
- Tribunal pénal international pour l'ex-Yougoslavie (TPIY)
- Tribunal spécial pour la Sierra Leone (TSSL)
- Cour pénale internationale (CPI)
- Cour internationale de justice (CIJ)
- Cour permanente de justice internationale (CPJI)
- Tribunal spécial pour le Liban (TSL)

## Tribunaux historiques
- Le dikastèrion était un « tribunal du peuple » à Athènes dans la Grèce antique.

## Sources bibliographiques
- Les origines de la justice, Pierre Legendre, 1985, éditions Fayard.
- Droit et justice dans les sociétés antiques, Jean-Pierre Vernant, 1989, éditions EHESS.
- Histoire de la justice en France, Jean-Louis Halpérin, 2015, éditions PUF.
- Droit et justice dans les sociétés antiques, Jean-Pierre Vernant, 1989, éditions EHESS.